# Kainan (Wakayama)
Kainan (海南市 Kainan-shi?) es una ciudad localizada en la prefectura de Wakayama, Japón. En junio de 2019 tenía una población estimada de 49.082 habitantes y una densidad de población de 486 personas por km². Su área total es de 101,06 km².

## Historia
La ciudad se fundó el 1 de mayo de 1934.
El 1 de abril de 2005 el pueblo de Shimotsu (del distrito Kaisou) se unió a Kainan.

## Geografía

### Localidades circundantes
- Prefectura de Wakayama
  - Wakayama
  - Arida
  - Kinokawa
  - Kimino
  - Aridagawa

## Demografía
Según los datos del censo japonés, esta es la población de Kainan en los últimos años.
| Año del censo | Población |
| ------------- | --------- |
| 1995          | 62.634    |
| 2000          | 60.373    |
| 2005          | 57.744    |
| 2010          | 54.783    |
| 2015          | 51.860    |

## Turismo
- Onzansō-en (温山荘園, jardín)
- Chōkyū-tei (長久邸, residencia noble conocida por su jardín y su estanque)
- Kuroe (黒江, pueblo histórico)
- Chōhō-ji (長保寺, templo)
- Zenpuku-in (善福院, templo)

## Personas ilustres
- Hirō Onoda, soldado imperial que se mantuvo hasta 1974 provocando escaramuzas en Filipinas pensando que la II Guerra Mundial no había finalizado.
- Yūichi Komano, jugador de Fútbol de la Liga Japonesa.
- Kisaki, Bajista japonés de Rock relacionado con Dir en Grey y Phantasmagoria.

## Galería

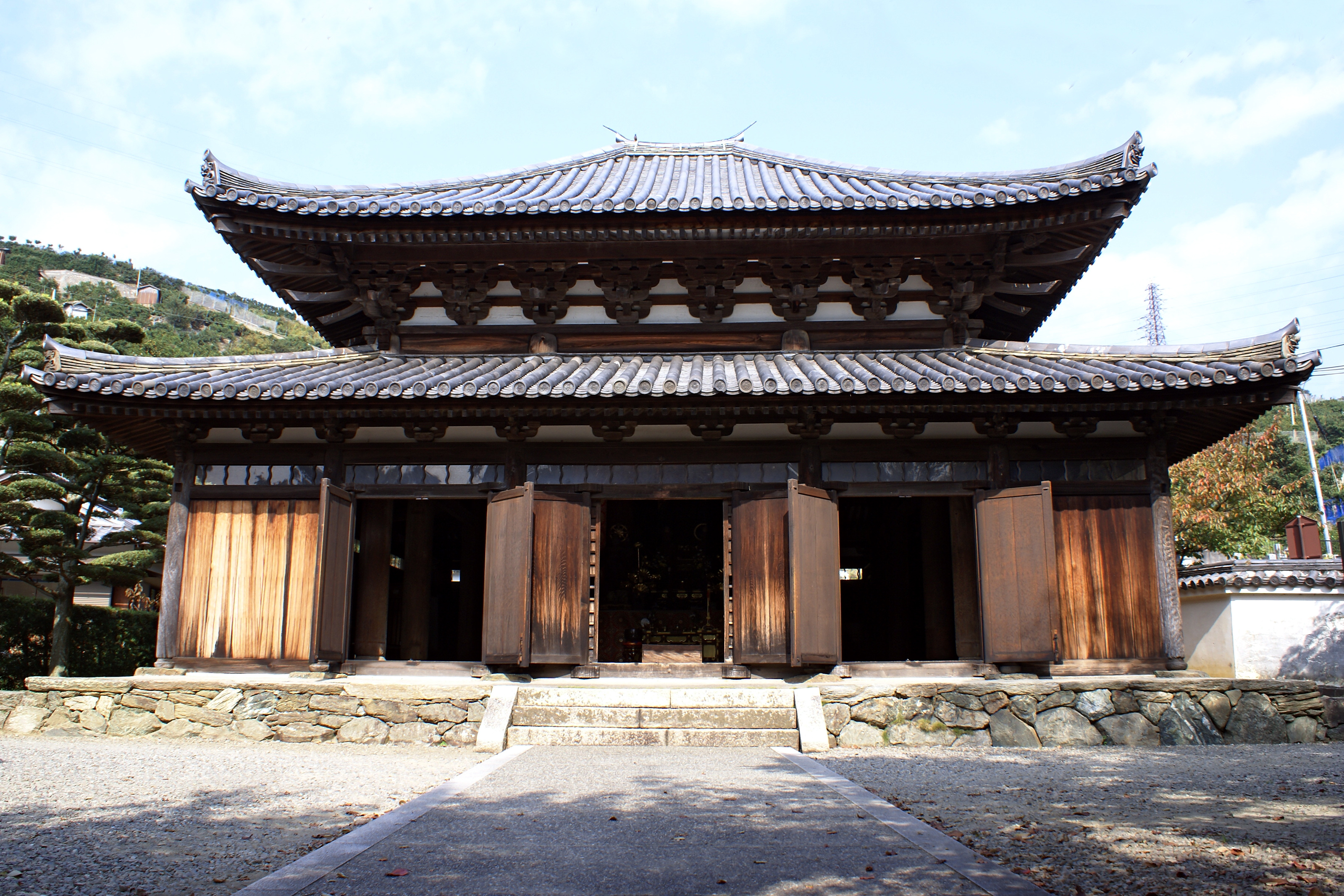
Zenpuku-in.
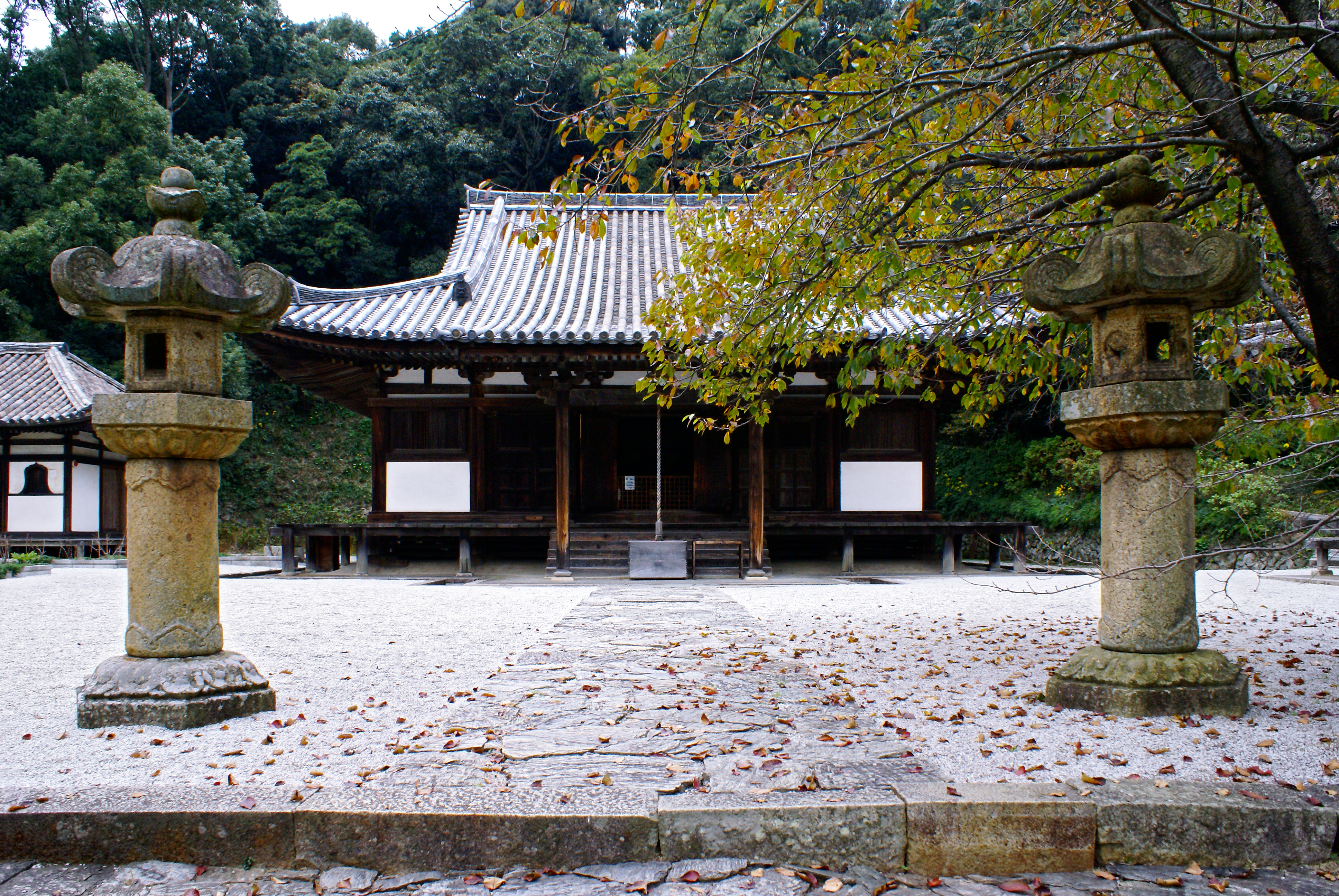
Templo Chōhō-ji.
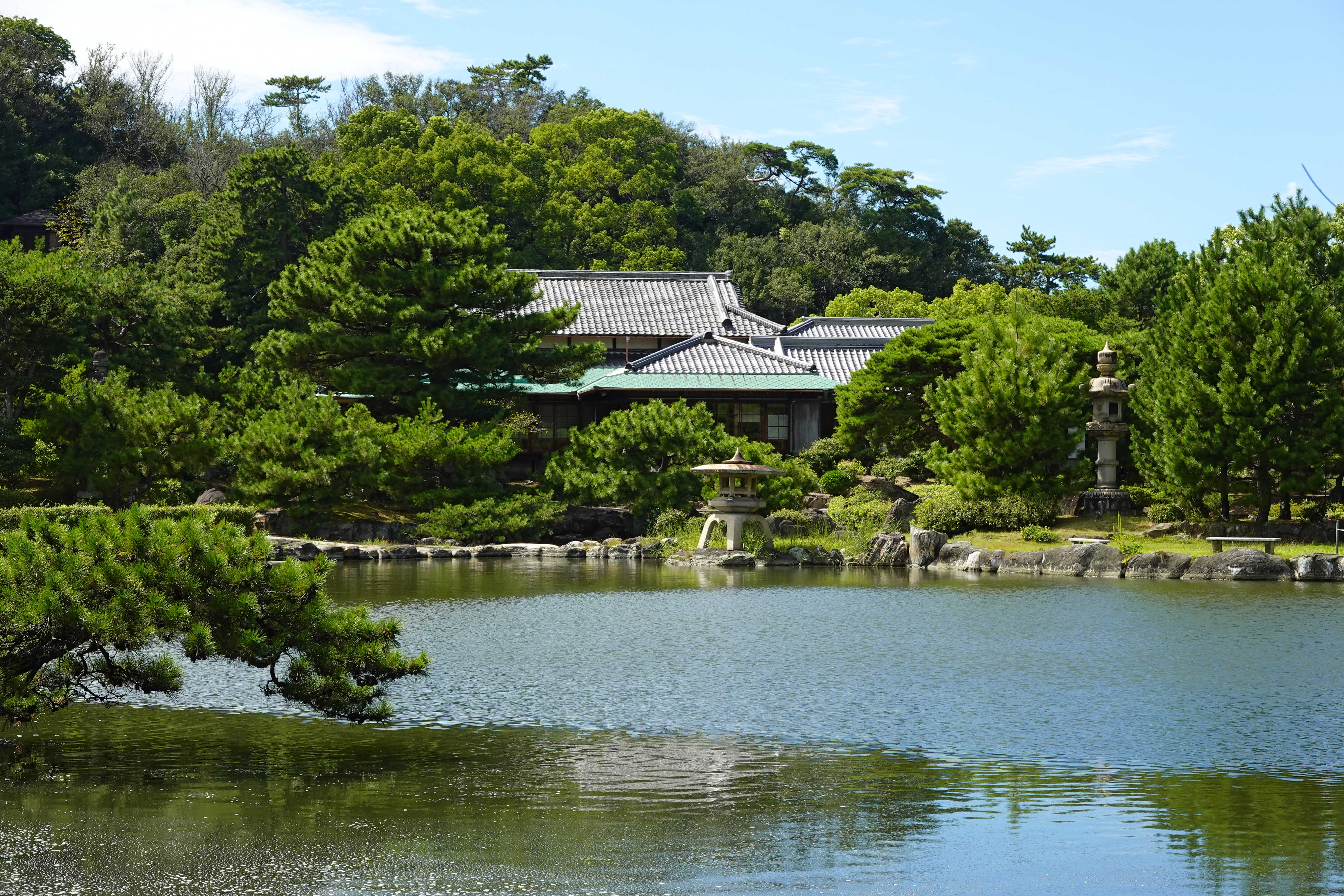
Kotonoura Onzan-Soh-En.